# Mörkringat lövfly
Mörkringat lövfly, Caradrina kadenii är en fjärilsart som beskrevs av Christian Friedrich Freyer 1836. Mörkringat lövfly ingår i släktet Caradrina och familjen nattflyn, Noctuidae. Arten förekommer tillfälligt i Både Sverige och Finland, men reproducerar sig inte. Arten noterades första gången i Sverige 2019, i Småland och har sedan dess även noterats i Skåne och Blekinge. v I Finland har arten påträffats och insamlats vid ett tillfälle. En underart finns listad i Catalogue of Life, Caradrina kadenii insularis Hacker, 2004